# 多線葉鰕虎魚
多線葉鰕虎魚（学名：Gobiodon multilineatus）为輻鰭魚綱鱸形目鰕虎亞目鰕虎鱼科叶鰕虎鱼属的鱼类。分布於西太平洋琉球群島至南中國海海域，體長可達3.5公分，属于暖水性鱼类。其常栖息于珊瑚丛中。